# Línea Pi1 (Urbanos de Getafe)
La línea Pi1 (de Polígonos industriales) de la red de autobuses urbanos de Getafe une la estación de Getafe Central con los polígonos industriales de Los Ángeles y de Los Olivos.

## Características
La línea conecta el centro de Getafe con los polígonos industriales del este de la ciudad, atravesando la autovía del sur.
La línea mantiene los mismos horarios todo el año (exceptuando las vísperas de festivo y festivos de Navidad), circulando únicamente de lunes a viernes laborables.
Está operada por la empresa Avanza Movilidad Integral mediante la concesión administrativa VCM-402 - Madrid – Getafe – Alcorcón (Viajeros Comunidad de Madrid) del Consorcio Regional de Transportes de Madrid.

## Horarios
| Salida desde Getafe Central                                 |                 |
| Lunes a viernes laborables                                  |                 |
| De 5:35 a 7:15                                              | cada 25 minutos |
| A 7:40 - 8:05 - 8:40 - 9:15 - 10:30 - 11:40 - 12:50 - 13:50 |                 |
| De 14:25 a 19:00                                            | cada 25 minutos |
| A 20:15 - 21:30                                             |                 |
| Paso aproximado por Polígono Industrial Los Olivos          |                 |
| Lunes a viernes laborables                                  |                 |
| A 5:55                                                      |                 |
| De 6:30 a 8:10                                              | cada 25 minutos |
| A 8:45 - 9:15 - 10:55 - 12:05 - 13:10 - 14:25               |                 |
| De 14:55 a 18:15                                            | cada 25 minutos |
| A 18:35 - 19:00 - 19:30 - 20:50 - 22:05                     |                 |

## Recorrido y paradas
| Código | Parada                                     | Común con                           | Conexiones con Metro y Cercanías |
| ------ | ------------------------------------------ | ----------------------------------- | -------------------------------- |
| 16007  | Ferrocarril - Est. Getafe Centro           | 2 7 Pi2 428 468                     | Getafe Central                   |
| 07415  | Arboleda - Pza. Beso                       | 1 4 6 Pi2 447 462                   |                                  |
| 08251  | P.º John Lennon - Est. Getafe Industrial   | Pi2 428                             | Getafe Industrial                |
| 16009  | Torneros - Carpinteros                     |                                     |                                  |
| 16010  | Torneros - Artes Gráficas                  |                                     |                                  |
| 16012  | Torneros - Herreros                        |                                     |                                  |
| 16014  | Torneros - Fundidores                      |                                     |                                  |
| 16016  | Fundidores - Numancia                      |                                     |                                  |
| 16035  | Calidad - Progreso                         |                                     |                                  |
| 16036  | Calidad - Sindicalismo                     |                                     |                                  |
| 16018  | Empleo - Innovación                        |                                     |                                  |
| 16022  | Empleo - Diseño                            |                                     |                                  |
| 19213  | Empleo - Calidad                           |                                     |                                  |
| 19214  | Confianza - Polígono Industrial Los Olivos |                                     |                                  |
| 19215  | Lealtad - Estilo                           |                                     |                                  |
| 19216  | Lealtad - Calidad                          |                                     |                                  |
| 19217  | Calidad - Diseño                           |                                     |                                  |
| 16037  | Calidad - Camping                          |                                     |                                  |
| 16017  | Fundidores - Numancia                      |                                     |                                  |
| 16015  | Torneros - Fundidores                      |                                     |                                  |
| 16013  | Torneros - Herreros                        | 447                                 |                                  |
| 16011  | Torneros - Artes Gráficas                  |                                     |                                  |
| 16008  | Torneros - Carpinteros                     |                                     |                                  |
| 08345  | P.º John Lennon - Est. Getafe Industrial   | Pi2 428                             | Getafe Industrial                |
| 08313  | Av. General Palacio - Capellanes           | 4 Pi2 447                           |                                  |
| 08284  | General Pingarrón - Colegio                | 1 3 4 6 Pi2 441 447 448 450 455 462 |                                  |
| 16006  | Ferrocarril - Est. Getafe Centro           | 2 7 Pi2 428                         | Getafe Central                   |